# ガブリエウ・テオドロ・マルティネッリ・シウヴァ
ガブリエウ・マルティネッリ（Gabriel Martinelli）こと、ガブリエウ・テオドロ・マルティネッリ・シウヴァ（Gabriel Teodoro Martinelli Silva，2001年6月18日 - ）は、ブラジル・サンパウロ州グアルーリョス出身のサッカー選手。プレミアリーグ・アーセナル所属。ブラジル代表。ポジションはMF、FW。

## クラブ経歴
2014年にイトゥアーノFCのユースチームに入団。2018年シーズン途中にトップチームに昇格。翌2019年シーズンにサンパウロ州選手権（カンピオナート・パウリスタ）で14試合6ゴールの成績を残し、同リーグの2019ベストチームの一員に選ばれた。
FIFAの定める国際移籍可能年齢に達した18歳を迎えた直後の2019年7月2日、アーセナルFCと長期契約を結んだことが発表された。マルティネッリは同年のサンパウロ州での活躍により5月にブラジル代表のトレーニングに招集された経歴を持ってはいたが、ブラジル4部リーグ相当に所属していたイトゥアーノからイングランド・プレミアリーグへの移籍は欧州の各報道メディアがノーマークであり、驚きを持って報じられた。
同年8月11日、ニューカッスル・ユナイテッドFC戦で後半84分からの途中出場でプレミアリーグ初出場。9月24日、EFLカップのノッティンガム・フォレストFC戦でアーセナルでの初スタメン出場を果たしアーセナルでの公式戦初ゴールを含む2得点を決めた。その後も得点を重ね加入から先発出場での最初の4試合全てで得点を記録。これはイアン・ライト以来のクラブ史上2人目の記録である。2019年12月9日、ウェストハム・ユナイテッドFC戦でプレミアリーグ初スタメン出場を果たした。この試合でプレミアリーグ初ゴールを決めた。この18歳174日での得点はアーセナルにおけるプレミアリーグ初スタメンでの最年少ゴールを更新した。2020年1月21日、プレミアリーグのチェルシー戦で相手のコーナーキックのクリアを自陣で拾ってからそのまま長距離を単独でドリブルして印象的なゴールを決めた。61.59mに及ぶドリブルでのゴールはOptaがスタッツを計測し始めた2012-13シーズンからでプレミアリーグにおけるアーセナル選手の最長記録である。同年6月21日、練習中に左膝を負傷。軟骨の病変を修復する関節鏡手術を行ったためシーズン中の復帰が絶望的となった。同年7月3日、アーセナルは加入1年足らずと異例の早さで新規の長期契約を締結したことを発表した。契約内容は、大幅昇給と4年契約に加えて1年契約延長オプションと報じられた。アーセナル加入初年度の2019-20シーズンは、公式戦26試合10G4Aを記録。アーセナル選手が10代で2桁ゴールを記録したのは20年以上前の1998-99シーズンでのニコラ・アネルカ以来である。
2021年12月、リーグ戦6試合で3ゴール2アシストを記録する活躍をし、12月のアーセナル月間最優秀選手賞とPFA月間最優秀選手賞を受賞。2022年2月10日、プレミアリーグのウルヴァーハンプトン戦で69分に一度にイエローカードを2枚提示されて退場処分を受けた。まず相手スローインを手で突き飛ばして妨害したがアドバンテージが取られてプレーは止まらずボールを受けたシキーニョのドリブルを後ろから追いかけてぶつかり倒してしまった。マイケル・オリバー主審は流したスローイン妨害と後ろからのタックルがそれぞれイエローカードという判断で連続でカードを提示した。同年5月19日、来シーズンのユニフォーム発表にて2022-23シーズンから背番号を11番に変更することが公式発表された。2023年2月3日、長期の契約延長したことが公式発表された。

## 代表経歴
生まれはブラジルだが、父親がイタリア系でありイタリア国籍を有するためイタリア代表を選択することも可能である。
2019年5月20日、コパ・アメリカ2019前のトレーニングキャンプに招集された。同年11月、U-23アメリカ合衆国代表との親善試合を行うU-23ブラジル代表に招集された。
2021年7月2日、東京オリンピックに参加するU-24ブラジル代表に追加招集された。同大会では3試合に途中出場し、準決勝のメキシコ戦ではPK戦でPKを成功させ決勝進出に貢献した。決勝でスペインに勝利して金メダルを獲得した。
2022年3月の代表戦でブラジルA代表に初招集された。同年3月24日、W杯予選のチリ代表戦において75分から途中出場しブラジル代表デビューを果たした。
2022年11月7日、2022 FIFAワールドカップのブラジル代表メンバーに選出された。同大会ではベスト8で敗退するまでの5試合中3試合に出場。グループステージ初戦セルビア代表戦とベスト16の韓国代表戦は終盤の途中投入であったが、グループステージ勝ち抜けが決まり大幅ターンオーバーしたグループステージ3戦のカメルーン代表戦では先発フル出場を果たした。
2023年11月16日、ワールドカップ南米予選のコロンビア代表戦でブラジル代表初ゴールを決めた。

## 個人成績
2023-24シーズン終了時点
| クラブ       | シーズン     | リーグ         | リーグ戦 | リーグ戦 | カップ戦 | カップ戦 | リーグ杯 | リーグ杯 | 国際大会 | 国際大会 | その他 | その他 | 合計 | 合計 |
| クラブ       | シーズン     | リーグ         | 出場     | 得点     | 出場     | 得点     | 出場     | 得点     | 出場     | 得点     | 出場   | 得点   | 出場 | 得点 |
| ------------ | ------------ | -------------- | -------- | -------- | -------- | -------- | -------- | -------- | -------- | -------- | ------ | ------ | ---- | ---- |
| イトゥアーノ | 2018         | セリエD        | -        | -        | -        | -        | -        | -        | -        | -        | 20     | 4      | 20   | 4    |
| イトゥアーノ | 2019         | セリエD        | 0        | 0        | -        | -        | -        | -        | -        | -        | 14     | 6      | 14   | 6    |
| イトゥアーノ | 通算         | 通算           | 0        | 0        | -        | -        | -        | -        | -        | -        | 34     | 10     | 34   | 10   |
| アーセナル   | 2019-20      | プレミアリーグ | 14       | 3        | 3        | 0        | 2        | 4        | 7        | 3        | 0      | 0      | 26   | 10   |
| アーセナル   | 2020-21      | プレミアリーグ | 14       | 2        | 1        | 0        | 6        | 0        | 6        | 0        | 0      | 0      | 22   | 2    |
| アーセナル   | 2021-22      | プレミアリーグ | 29       | 6        | 1        | 0        | 1        | 0        | -        | -        | 0      | 0      | 36   | 6    |
| アーセナル   | 2022-23      | プレミアリーグ | 36       | 15       | 2        | 0        | 1        | 0        | 7        | 0        | -      | -      | 46   | 15   |
| アーセナル   | 2023-24      | プレミアリーグ | 35       | 6        | 1        | 0        | 1        | 0        | 6        | 2        | 1      | 0      | 43   | 8    |
| アーセナル   | 通算         | 通算           | 128      | 32       | 8        | 0        | 11       | 4        | 26       | 5        | 1      | 0      | 174  | 41   |
| キャリア通算 | キャリア通算 | キャリア通算   | 128      | 32       | 8        | 0        | 11       | 4        | 36       | 5        | 35     | 0      | 209  | 51   |

### 代表
試合数
- 国際Aマッチ 9試合 1得点（2022年 - ）[30]

| ブラジル代表 | 国際Aマッチ | 国際Aマッチ |
| 年           | 出場        | 得点        |
| ------------ | ----------- | ----------- |
| 2022         | 6           | 0           |
| 2023         | 3           | 1           |
| 2024         |             |             |
| 通算         | 9           | 1           |

得点
| # | 開催日         | 開催地                                                               | 対戦国     | スコア | 結果 | 大会                          |
| - | -------------- | -------------------------------------------------------------------- | ---------- | ------ | ---- | ----------------------------- |
| 1 | 2023年11月17日 | バランキージャ、エスタディオ・メトロポリターノ・ロベルト・メレンデス | コロンビア | 0-1    | 2-1  | 2026 FIFAワールドカップ・予選 |

## タイトル

### クラブ
アーセナル
- FAカップ：1回（2019-20）
- FAコミュニティ・シールド：2回（2020, 2023）

### 代表
U-24ブラジル代表
- 東京オリンピック：1回（2021）